# Ammistamrou Ier
Ammistamrou Ier est un roi d'Ougarit, une cité du Proche-Orient ancien située en Syrie, ayant régné au début du XIVe siècle av. J.-C.

## Règne
Ammistamrou Ier monte sur le trône d'Ougarit à une date incertaine, probablement au début du XIVe siècle av. J.-C. Ce roi est mentionné dans des textes égyptiens datant des règnes d'Amenhotep III et d'Akhenaton. 
Il meurt vers 1375 avant notre ère, date à laquelle son fils Niqmaddou II lui succède.